# 離れていても
「離れていても」（はなれていても）は、日本の女性アイドルグループ・AKB48の楽曲である。

## 背景とリリース
新型コロナウイルス感染症の拡大防止に取り組む全ての人にエールを届けるために、秋元康の作詞・饗庭純の作曲により制作された楽曲。
2020年7月1日より配信限定でリリースされた。配信限定での楽曲リリースは、2013年3月8日の「掌が語ること」以来7年4か月ぶり。2020年12月31日までに配信により得られた収益金は、感染拡大防止に従事する人のため、日本赤十字社へ全額寄付された。
ミュージック・ビデオは、緊急事態宣言による外出自粛期間中のメンバーそれぞれが自宅で撮影した映像、外出自粛期間明けにペアで2組無観客で行った劇場公演のリハーサルを撮影したものなど少しずつ動き始めたメンバーの姿を撮影した映像、新型コロナウイルス感染症の拡大防止に取り組み新しい生活様式に対応しようとしている社会の風景・働く人々の映像を組み合わせてドキュメンタリー風に構成され、リリースに先駆けた2020年6月22日より公開されている。
「離れていても」は、発表から1年2か月後の2021年9月29日に発売された、AKB48の58thシングル『根も葉もRumor』の全タイプ共通のカップリング曲として初CD化された。Type-AとType-BのDVDには同曲のミュージック・ビデオも収められている。
2020年の『第62回日本レコード大賞』に於いて、優秀作品賞を受賞した。

## テレビ披露
「離れていても」は、2020年6月22日放送の『CDTVライブ！ライブ！スペシャル』（TBS系）でテレビ初披露された。また同年8月23日には、日本テレビ系の『24時間テレビ 愛は地球を救う43』に板野友美、篠田麻里子、高橋みなみ、前田敦子の4人が出演して現役メンバーとともに生歌唱した。

## 収録内容
| #  | タイトル         | 作詞   | 作曲   | 編曲           | 時間 |
| -- | ---------------- | ------ | ------ | -------------- | ---- |
| 1. | 「離れていても」 | 秋元康 | 饗庭純 | 野中“まさ”雄一 | 5:23 |

## 歌唱メンバー
本曲は2020年6月22日時点でAKB48に在籍するメンバー105名（下記、五十音順）の他、元AKB48の板野友美、大島優子、小嶋陽菜、篠田麻里子、高橋みなみ、前田敦子に加え、SKE48の松井珠理奈、元NMB48の山本彩、元HKT48の指原莉乃が参加している。
- 浅井七海
- 石綿星南
- 市川愛美
- 稲垣香織
- 井上美優
- 入山杏奈
- 岩立沙穂
- 上見天乃
- 歌田初夏
- 大竹ひとみ
- 大西桃香
- 大盛真歩
- 大森美優
- 大家志津香
- 岡田奈々
- 岡田梨奈
- 岡部麟
- 奥原妃奈子
- 奥本陽菜
- 小栗有以
- 小田えりな
- 尾上美月 [注 1]
- 柏木由紀
- 加藤玲奈
- 蒲地志奈
- 川原美咲
- 川本紗矢
- 北澤早紀
- 行天優莉奈
- 久保怜音
- 倉野尾成美
- 蔵本美結
- 黒須遥香
- 小林蘭
- 込山榛香
- 齋藤陽菜
- 坂川陽香
- 坂口渚沙
- 佐々木優佳里
- 佐藤朱
- 佐藤妃星
- 佐藤美波
- 塩原香凜
- 下尾みう
- 篠崎彩奈
- 清水麻璃亜
- 下口ひなな
- 末永祐月
- 鈴木くるみ
- 鈴木優香 [注 2]
- 高岡薫
- 髙橋彩音
- 髙橋彩香
- 田北香世子
- 田口愛佳
- 多田京加
- 達家真姫宝 [注 3]
- 谷口めぐ
- 千葉恵里
- 徳永羚海
- 長友彩海
- 中西智代梨
- 永野芹佳
- 永野恵
- 西川怜
- 布谷梨琉
- 橋本陽菜
- 長谷川百々花
- 服部有菜
- 濵咲友菜
- 春本ゆき [注 4]
- 左伴彩佳
- 平野ひかる
- 福岡聖菜
- 福留光帆
- 藤園麗
- 古川夏凪
- 本田そら [注 5]
- 本間麻衣 [注 6]
- 馬嘉伶
- 前田彩佳
- 松村美紅
- 道枝咲
- 御供茉白
- 峯岸みなみ [注 7]
- 宮崎美穂
- 宮里莉羅 [注 8]
- 向井地美音
- 武藤小麟
- 武藤十夢
- 村山彩希
- 茂木忍
- 安田叶
- 山内瑞葵
- 山田杏華
- 山根涼羽
- 山邊歩夢
- 山本瑠香 [注 9]
- 湯本亜美
- 横山由依
- 横山結衣
- 吉川七瀬
- 吉田華恋
- 吉橋柚花
- 立仙愛理 [注 10]